# 昂天莲
昂天莲（学名：Ambroma augustum）为梧桐科昂天莲属下的一个种。昂天莲是一種灌木，高1-4米。它分佈於中國广东、广西、云南、贵州以及印度、越南、马来西亚、泰国、印度尼西亚、菲律宾。